# おねがいかなえてヴェルサイユ
『おねがいかなえてヴェルサイユ』は、2011年1月から同年3月まで毎日放送、テレビ神奈川で毎週深夜放送されていたバラエティ・ミニドラマである。主演はヴィジュアル系バンド「Versailles」(ヴェルサイユ)。全10話。

## 概要
Versaillesの初冠番組。また番組レギュラー出演、ドラマ出演もこの作品が初となる。

## キャスト
- Versailles
  - Vo：KAMIJO
  - Gt：HIZAKI
  - Gt：TERU
  - Ba：MASASHI
  - Dr：YUKI

- 袋公女 里奈（ふくろこうじょ りな） - 小池里奈

バラを愛する天涯孤独な貧しき少女。
- ナレーション：皆口裕子

スペシャルゲスト
- とある人 - テリー伊藤（第5話）

## スタッフ
- チーフCAM：久保田雅文
- 美術：フジアール
- 美術プロデューサー：木村文洋
- 衣装協力：BABY, THE STARS SHINE BRIGHT、ALICE and the PIRATES
- 楽器協力：ESP、TAMA、Marshall
- 制作協力：Delacroix、Very × Berry Pro.、Warner Music Japan
- 構成作家：小川浩之、酒井健作
- ストーリー原案：尾本隆志、柴山悟史
- ディレクター：柴山悟史、かめきち
- 監督：加藤雅之
- AP：吉廣貴一（ミリカ・ミュージック）
- プロデューサー：高橋俊博（ミリカ・ミュージック）、尾本隆志（ジェネオン・ユニバーサル）、桑沢紅子（IVSテレビ制作）
- 製作：おねがいかなえてヴェルサイユ製作委員会（ジェネオン・ユニバーサル・エンターテイメント、ミリカ・ミュージック、IVSテレビ制作）

## 主題歌
番組テーマ曲
- Versailles 「Philia」

## サブタイトル
| 各話   | サブタイトル                     | 放送日（2011年） | 放送日（2011年） |
| 各話   | サブタイトル                     | MBS              | tvk              |
| ------ | -------------------------------- | ---------------- | ---------------- |
| 第1話  | 赤ちゃんあやして！ヴェルサイユ！ | 1月17日          | 1月21日          |
| 第2話  | 新春恒例！ヴェルサイユ！         | 1月24日          | 1月28日          |
| 第3話  | 交通量調べて！ヴェルサイユ！     | 1月31日          | 2月4日           |
| 第4話  | 本日開店！ヴェルサイ湯！         | 2月7日           | 2月11日          |
| 第5話  | UFO見せて！ヴェルサイユ！        | 2月14日          | 2月18日          |
| 第6話  | 逆上がり教えて！ヴェルサイユ！   | 2月21日          | 2月25日          |
| 第7話  | 鐘がなるなる！ヴェルサイユ！     | 2月28日          | 3月4日           |
| 第8話  | 圧がヤバいよ！ヴェルサイユ！     | 3月7日           | 3月11日          |
| 第9話  | 朝が早いよ！ヴェルサイユ！       | 3月21日          | 3月18日          |
| 第10話 | 仲良くしてよ！ヴェルサイユ！     | 3月28日          | 3月25日          |

## 放送局
| 放送対象地域 | 放送局       | 放送期間                | 放送日時                           | 備考    |
| ------------ | ------------ | ----------------------- | ---------------------------------- | ------- |
| 近畿広域圏   | 毎日放送     | 2011年1月17日 - 3月28日 | 月曜 26:20 - 26:25 ※時間の変動あり | 制作局  |
| 神奈川県     | テレビ神奈川 | 2011年1月21日 - 3月25日 | 金曜 24:30 - 24:35                 | 4日遅れ |

## DVD
発売元：ジェネオン・ユニバーサル・エンターテイメント
| タイトル                                     | 発売日       | 販売形態   | 仕様     |
| -------------------------------------------- | ------------ | ---------- | -------- |
| おねがいかなえてヴェルサイユ                 | 2011年7月6日 | 通常版     | DVD1枚組 |
| おねがいかなえてヴェルサイユ コレクターズBOX | 2011年7月6日 | 初回限定版 | DVD2枚組 |